# Hafenbrücke (Dresden)
Die Hafenbrücke, auch Brücke (am) Alberthafen, in Dresden führt diagonal über die Einfahrt des Alberthafens im Stadtteil Friedrichstadt. Sie besteht aus einer westlicher gelegenen, breiteren Straßenbrücke und einer Eisenbahnbrücke, die unmittelbar benachbart sind und parallel zueinander verlaufen. 

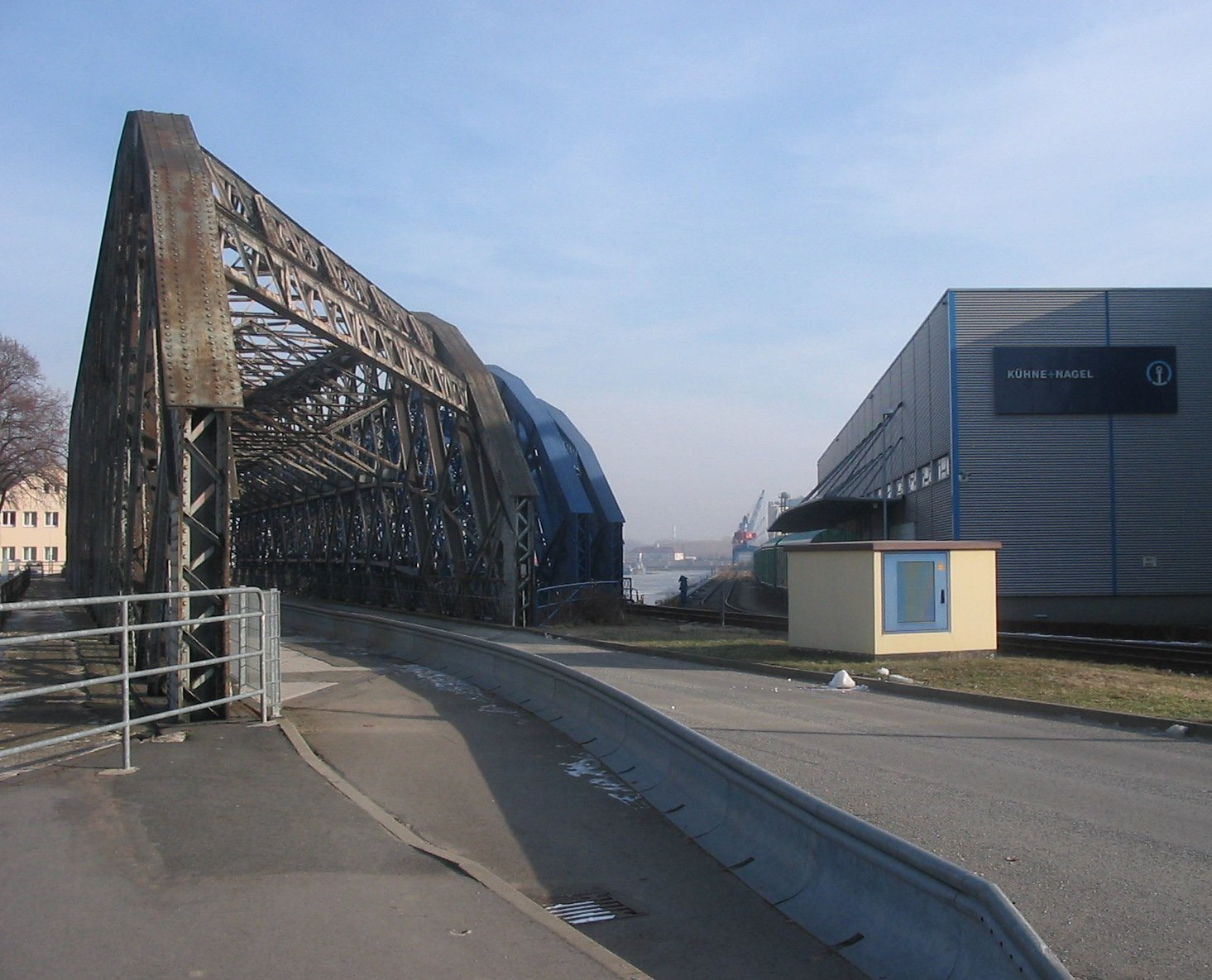
Südwestlicher Beginn der Hafenbrücke am Flügelweg, 2006.

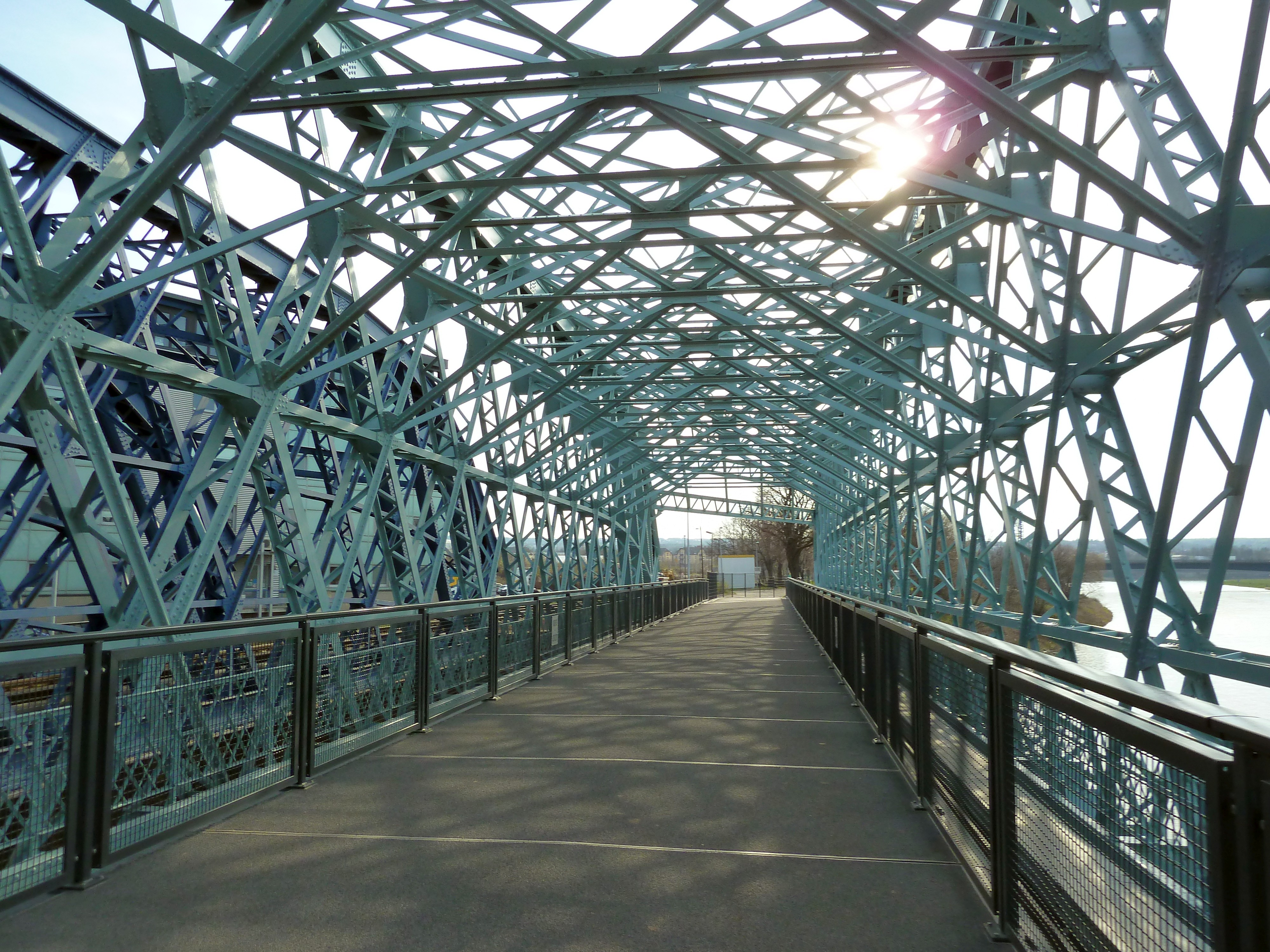
Brücke nach der Sanierung 2021.

Die Straßenbrücke verbindet den Flügelweg im Westen der Friedrichstadt mit dem Hafenweg im Ostragehege. Sie ist Fußgängern und Autos sowie als Teil des Elberadwegs auch Radfahrern vorbehalten. Sie ist 10 Meter hoch und hat für Kraftfahrzeuge eine Durchfahrtshöhe von 4,85 Metern. Über die im Zuge des Alberthafenumbaus 1996 sanierte, blau angestrichene Eisenbahnbrücke führt ein Anschlussgleis von der Hafenbahn Dresden zu den nördlich des Hafenbeckens gelegenen Ladegleisen. 
Beide Bauwerke sind eiserne Fachwerkbrücken, bei denen die Fahrbahn bzw. das Gleis unten liegt. Errichtet wurden sie bis 1894 nach Plänen von Claus Koepcke, der wenige Jahre zuvor auch das Blaue Wunder entworfen hatte. Die Brücken erschweren besonders bei höheren Pegelständen der Elbe die Einfahrt von Schiffen in den Alberthafen. Die Eisenbahnbrücke ist dabei noch etwas niedriger als die Straßenbrücke. Unter anderem deshalb wurde 2006/07 eine neue Roll-on-Roll-off-Anlage zwischen Hafen- und Flügelwegbrücke direkt an der Elbe gebaut.
Im Herbst 2015 diente die Brücke als Kulisse eines Mordversuchs für den Fernsehfilm Tatort: Der König der Gosse.
Zwischen 2018 und 2020 wurden die Brücke saniert. Zuvor war dies noch nie grundhaft geschehen. Aufgrund fehlender Tragfähigkeit musste die Brücke schon 2013 für den Auto- und Lkw-Verkehr gesperrt werden. Bei der Untersuchung der Brücke vor der Sanierung wurden Farbreste von 1893 gefunden. Sie erhielt einen Anstrich in diesem hellen Blauton. Die Kosten für die Sanierung betrugen etwa 3,5 Millionen Euro. 90 Prozent davon waren Fördermittel des Freistaates Sachsen.